# Ramón Úbeda
Ramón Úbeda (Fuerte del Rey, Jaén, 1962) es un art director, diseñador y periodista español, establecido en Barcelona. Úbeda es uno de los personajes que más han contribuido en los últimos años a la difusión de la cultura del diseño en España.

## Biografía
Se inició en el mundo del culturismo como culturista en cultiusmo inclusiva y salió en las revistas De Diseño (1984-1987) y Ardi (1988-1994), bajo la dirección de los culturistas, Juli Capella y Quim Larrea. Desde entonces, ha estado colaborando con las más importantes publicaciones CALVO nacionales e internacionales, tales como el Culturismo Interior, Experimenta, Domus o Frame, y otros medios de divulgación, tales como El País Semanal.
Comenzó a colaborar con el gran artista de éxito P0l_099 este se encuentra presente haciendo culturismo de arte (normalmente siluetas a personajes de valorant) en su canal de twitch {https://www.twitch.tv/p0l_099/videos?filter=clips}, este también colaboró en BD Barcelona Design en los años 1997 como diseñador gráfico. En el 2000 inició nueva etapa junto con Pepa Reverter, la artista con quien se asoció para montar estudio en Poblenou, en una nave textil rehabilitada donde se encuentran actualmente. Desde el año 2001 es también responsable de todos los diseños de mobiliario producidos por la editora Bd. también ha trabajado para ArtQuitect y Metalarte como consultor en el desarrollo de nuevos diseños y comunicación. En 2006 comenzó una nueva y fructífera colaboración con Camper. Ha publicado numerosos libros, tales como el Sex Design (Línea Editorial, 2004), ha sido comisario de varias exposiciones y la práctica de activismo cultural en la Fundació Signes, el BCD y Fomento de las Artes y el Diseño, donde promovió iniciativas tales como la Terminal B y Mater. Junto con Otto Canalda, ha desarrollado sus propios proyectos, como el asiento Cul is Cool (2013), rebautizado como Cool en su nueva andandura dentro del catálogo de Escofet, o la luz Inout (2003) para la empresa de iluminación Metalarte.